# Mohammad Al-Dawud
Mohammad Rateb Al-Dawud (Ar Ramtha, 12 aprile 1992) è un calciatore giordano, centrocampista dell'Al Hadd e della Nazionale giordana.

## Carriera
Gioca nel campionato del Bahrein con l'Al Hadd; dal 2011 fa parte della nazionale di calcio giordana, con cui ha partecipato alla Coppa d'Asia 2015.